# Illa del Rei Christian
L'Illa del Rei Christian és un element deshabitat de l'arxipèlag àrtic a les illes Sverdrup, una part de l'arxipèlag de les Illes de la Reina Elisabet, a la regió de Qikiqtaaluk de Nunavut, Canadà. Es troba a l'oceà Àrtic, a 13,5 km de la costa sud-oest de l'Illa d'Ellef Ringnes, separada per l’estret danès.
El primer europeu que va visitar l'illa va ser Gunnar Isachsen el 1901. Vilhjalmur Stefansson va traçar la seva costa sud el 1916.
L'illa té una superfície de 645 km², mesura 38.8 km llarg i 25.7 km ample.